# 埃马纽埃尔·托德
埃马纽埃尔·托德（法語：Emmanuel Todd，法語發音：[ɛmanɥɛl tɔd]；1951年5月16日—）是法國歷史學家、人類學家、人口學家、社會學家和政治學家，就職於巴黎國家人口研究所（INED）。他的研究考察了世界各地不同的家庭結構及其與信仰、意識形態、政治制度和歷史事件的關係。他還發表了多篇政治論文，在法國得到廣泛報導。